# Ranrapalca
Der Nevado Ranrapalca (Ranrapallqa in Ancash-Quechua) ist ein 6162 m hoher Berg in der peruanischen Cordillera Blanca. Er liegt im Bereich der ebenfalls bekannten Gipfel Tocllaraju und Palcaraju.

## Name
Der Name Ranrapallqa stammt aus dem in der Region Ancash verbreiteten Quechua-Dialekt (Ancash-Quechua) und setzt sich aus den Wörtern ranra (steinig) und pallqa (gegabelt, zweigeteilt) zusammen. Der spanische Name ist in der Alpenvereinskarte mit dem Attribut Nevado (verschneit, schneebedeckt) verzeichnet, das in den gesamten Anden für vergletscherte Berggipfel steht (vgl. etwa Nevado Huascarán).

## Lage und Umgebung

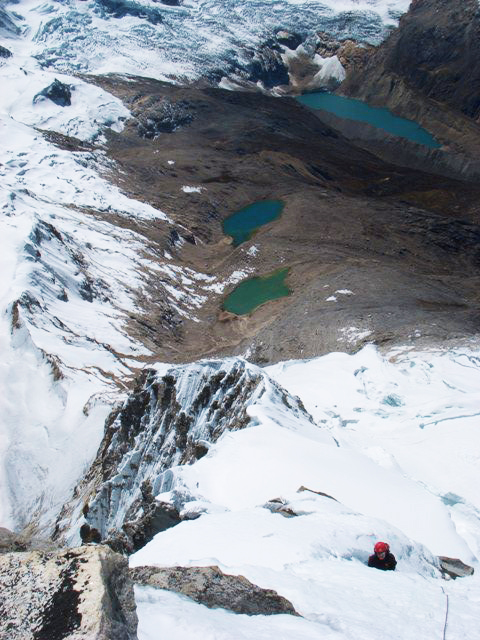
Am Nordostgrat

Der Ranrapalca liegt im Nationalpark Huascarán im südlichen Teil der Cordillera Blanca rund 18 km nordöstlich von Huaraz. Der vergletscherte Gipfel bildet einen Grat mit dem benachbarten Nevado Oeshapalca (5888 m) und dem Nevado Ishinca (5530 m) und überragt die Gletscherseen Lago Ishinca im Norden, Lago Perolcocha im Osten und Lago Llaca im Südwesten. Nächstgelegene Stützpunkte sind das Refugio Ishinca (4390 m) im gleichnamigen Tal und das Refugio AGMP (4480 m),  die jeweils über Trekkingpfade erreichbar sind.

## Alpinismus
Die Erstbesteigung des Ranrapalca gelang einer deutschen Expedition, die sich im Rahmen der Anden-Rundfahrt 1939 in der Region aufhielt. Walther Brecht, Siegfried Rohrer, Karl Schmid und Hans Schweizer erreichten den Gipfel am 25. Juni von Nordwesten aus und sorgten für eine von zahlreichen Erstbegehungen im Zuge dieser Reise.